# Heinrich Olbers
Heinrich Wilhelm Matthäus Olbers (Arbergen, prop de Bremen, 11 d'octubre de 1758 - Bremen, 2 de març de 1840), fou un astrònom, físic i metge alemany, principalment conegut per la paradoxa d'Olbers.
Va estudiar Medicina a Göttingen. Després de graduar-se el 1780, va començar a practicar la medicina a Bremen, feina que va continuar fent fins al 1823. A les nits, dedicava el seu temps a l'astronomia, observant el cel nocturn des del pis superior de casa seva que tenia habilitat com a observatori.
El 1797 va descobrir un mètode per determinar les òrbites dels cometes que encara s'utilitza avui dia. El 1802 va localitzar l'asteroide (1) Ceres, que havia estat descobert, i tot seguit perdut, per Giuseppe Piazzi l'any anterior. El va trobar a la posició predita pel gran matemàtic Carl Friedrich Gauss.
El 28 de març de 1802, va descobrir i batejar el segon asteroide (2) Pal·les. Va pensar que els dos cossos havien d'estar relacionats i es va posar a buscar-ne més. El 29 de març de 1807 va descobrir (4) Vesta i va deixar que fos Gauss qui li posés nom. Va formular la hipotèsi que els asteroides eren fragments d'un antic planeta que va explotar. Actualment, aquesta teoria no es considera gaire probable.
El 1811 va hipotesitzar que la cua dels cometes estava formada per partícules expulsades del nucli per alguna mena de força i que la cua havia d'estar sempre en la direcció oposada al Sol. Actualment, se sap que això és així a causa de la pressió de radiació de la llum solar, un efecte que en aquell temps encara no es coneixia.
El 6 de març de 1815, va descobrir un cometa periòdic batejat en honor seu (formalment designat 13P/Olbers). En total, va descobrir 5 cometes i en va calcular l'òrbita de 18.
El 1826 va plantejar la famosa paradoxa (anomenada paradoxa d'Olbers en honor seu) on es pregunta: perquè el cel nocturn és fosc si existeixen infinites estrelles que haurien d'il·luminar-lo com si fos de dia? Actualment, és possible donar una resposta raonada a aquesta pregunta en termes dels valors finits de la velocitat de la llum i l'edat de l'Univers i del desplaçament cap al vermell de la radiació del big-bang.
Altres coses que han estat batejades en honor seu:
- L'asteroide (1002) Olbersia.
- El cràter Olbers a la Lluna.